# Esports nos Jogos Asiáticos de 2022
Esportes eletrônicos ou simplesmente Esports será uma das modalidades disputadas por medalhas nos Jogos Asiáticos de 2022 a ser realizado entre 23 de setembro a 8 de outubro de 2023 em Guangzhou, na China. Adiada, devido à Pandemia de COVID-19 na China e as restrições do país para controlar o vírus, será a primeira vez em que um evento deste gênero ocorrerá oficialmente nos Jogos Asiáticos e a quarta vez em um evento multiesportivo, sendo a primeira nos Jogos do Sudeste Asiático de 2019, realizado nas Filipinas, na edição de 2021, no Vietnã, e de 2023, no Cambodja.
Nos Jogos Asiáticos de 2018, realizado em Jacarta na Indonésia, seis jogos eletrônicos foram incluídos como eventos demonstrativos. Nesta edição de 2022, sete eventos por medalhas serão disputados, além de 2 eventos demonstrativos.
Os jogos eletrônicos escolhidos à participarem dos jogos são: PUBG Mobile (em uma versão dos jogos asiáticos), Dota 2, League of Legends, Dream Three Kingdoms 2, FIFA, Street Fighter V e Arena of Valor. Hearthstone também faria parte do programa, todavia, fora excluído, devido ao fechamento dos serviços da Blizzard Entertainment na China.

## Qualificação
Um torneio de qualificação denominado, na língua inglesa de: AESF Road to Asian Games 2022 seria disputado em Macau, na China, de 15 de junho a 15 de julho em todos os 7 jogos eletrônicos. O resultado deste torneio seria usado para pré-determinar a divisão dos participantes, e nenhum participante seria eliminado neste torneio. O respectivos comitês olímpicos nacionais da Coreia do Sul e Japão não entraram neste torneio.

## Eventos
Esports foram apresentados nos Jogos Asiáticos de 2018 como um esporte de demonstração, portanto, as medalhas conquistadas no esporte não serviriam a contagem geral de medalhas oficial. Nos Jogos Asiáticos de 2022, um total de 8 eventos de medalhas em esports e 2 eventos de demonstração em robótica e VR. Esports estará na categoria de títulos intelectuais.
A AliSports, braço esportivo da multinacional chinesa de tecnologia Alibaba Group, fez parceria com o Conselho Olímpico da Ásia para levar os esportes eletrônicos aos Jogos Asiáticos.
Em março de 2023, o Conselho Olímpico da Ásia aprovou a decisão de remover Hearthstone da lista de eventos devido ao fechamento de serviços da Blizzard na China.

### Lista

#### Eventos de medalhas
Ao todo, 8 eventos por medalhas serão disputados:
- PUBG Mobile (versão dos jogos Asiáticos)
- Dota 2
- Hearthstone
- League of Legends
- Dream Three Kingdoms 2
- FIFA
- Street Fighter V
- Arena of Valor (versão dos jogos Asiáticos)

#### Eventos demonstrativos
- AESF Robot Masters
- AESF VR Sports

## Local
Todos os jogos de esports nos Jogos Asiáticos de 2022 serão disputados no local de esports do distrito de Xiacheng, posteriormente renomeado como China Hangzhou Esports Centre.
O estádio teve sua construção iniciada em 24 de setembro de 2020 e foi oficialmente inaugurado em 15 de março de 2022, comuma área de 80.000 m2 (aproximadamente 50 milhas quadradas) e terá um total de 4.087 lugares..

## Medalhistas
| Evento                          | Ouro | Prata | Bronze |
| ------------------------------- | ---- | ----- | ------ |
| PUBG Mobile detalhes            |      |       |        |
| Dota 2 detalhes                 |      |       |        |
| League of Legends detalhes      |      |       |        |
| Dream Three Kingdoms 2 detalhes |      |       |        |
| FIFA detalhes                   |      |       |        |
| Street Fighter V detalhes       |      |       |        |
| Arena of Valor detalhes         |      |       |        |